# Sam Hewson
Sam Hewson (født 28. november 1988 i Bolton, England) er en engelsk fodboldspiller der i øjeblikket spiller for Fimleikafélag Hafnarfjarðar . Hans regulære position er på centralmidtbanen.